# Diodon holocanthus

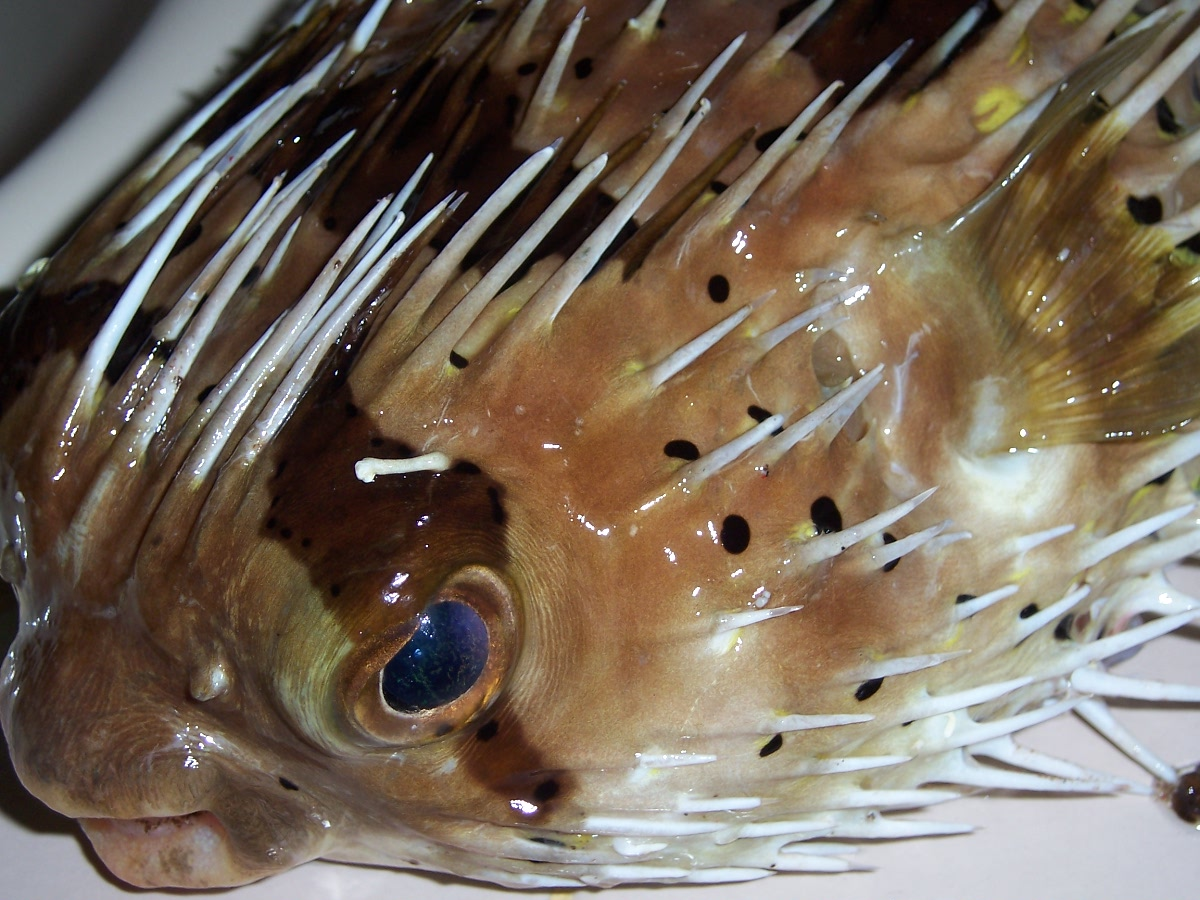

O peixe-balão-de-espinhos-longos (Diodon holocanthus) é um peixe-balão do gênero Diodon. Os adultos têm manchas escuras no dorso e pintas entre elas; há ausência de pintas nas barbatanas.
Os adultos podem chegar a 50 cm (20 polegadas) de comprimento.
Alimentam-se de moluscos, ouriços do mar, caranguejos eremitas, caracóis, e caranguejos  durante sua fase ativa à noite.